# راک‌لج (فلوریدا)
راک‌لج (به انگلیسی: Rockledge) شهری در شهرستان بریوارد ایالت فلوریدا است که در سال ۱۸۸۷ بنیان‌گذاری شده‌است. این شهر طبق سرشماری سال ۲۰۱۰ میلادی، ۲۴٬۹۲۶ نفر جمعیت داشته و مساحت آن نیز ۳۱٫۵ کیلومتر مربع است.